# Raintime
Raintime — итальянская мелодик-дэт-метал-группа с элементами пауэра, основанная в 1999 году.

## История группы
Группа основана в 1999 году Клаудио Коассином, Лука Майклом Мартина, Маттео Ди Боном и Майклом Колусси. Четыре парня, объединённые любовью к такой популярной и известной группе как Dream Theater, решили создавать свою музыку и направлением их деятельности должен был стать прогрессив.
Спустя некоторое время, зимой 1999 и 2000 годов они записывают первое демо под названием Jump In the Past. Сразу после него в группе происходит несколько изменений — Клаудио Коассин откладывает свои клавишные и становится полноправным вокалистом группы, на его место к синтезатору подходит Андреа Корона, место же за барабанами получает Энрико Фабрис.
С тех пор закрепился и стиль группы — мелодик-дэт со вставками пауэра и прогрессива, некоторые композиции группы, особенно с последнего альбома 2010 года, по стилю больше напоминают модерн-метал. Отличительной чертой группы является клавишные партии.
Дебютный полноформатный альбом группы вышел в 2005 году на лейбле Arise Records. Он получил название Tales from Sadness. Второй альбом — Flies & Lies — был выпущен в 2007 году и именно он принёс группе известность. Отличительной чертой альбома является наличие на нём кавера на композицию Майкла Джексона под названием «Beat It».
В 2009 году группу покинул гитарист Лука Мартина, его место занял Даниэле Бресса.
16 марта 2010 года группа выпустила третий полноформатный альбом под названием Psychromatic, который немного снизил её популярность.
Распалась в 2012 г.

## Участники группы

### Последний состав
- Клаудио Коассин — вокал
- Маттео Ди Бон — ритм-гитара
- Даниэле Бресса — лидер-гитара
- Андреа Корона — клавиши
- Майкл Колусси — бас-гитара
- Энрико Фабрис — ударные

### Бывшие
- Маттео Барзан — ударные
- Франческо Росси — гитара
- Джованни Буора — гитара
- Карло Надалин — гитара
- Лука Майкл Мартина — гитара

## Дискография

### Полноформатные альбомы
- Tales From Sadness (2005)
- Flies & Lies (2007)
- Psychromatic (2010)

### Демо
- Jump In The Past  (1999)

## Видеография
- Rolling Chances (2007)